# Focal JMlab

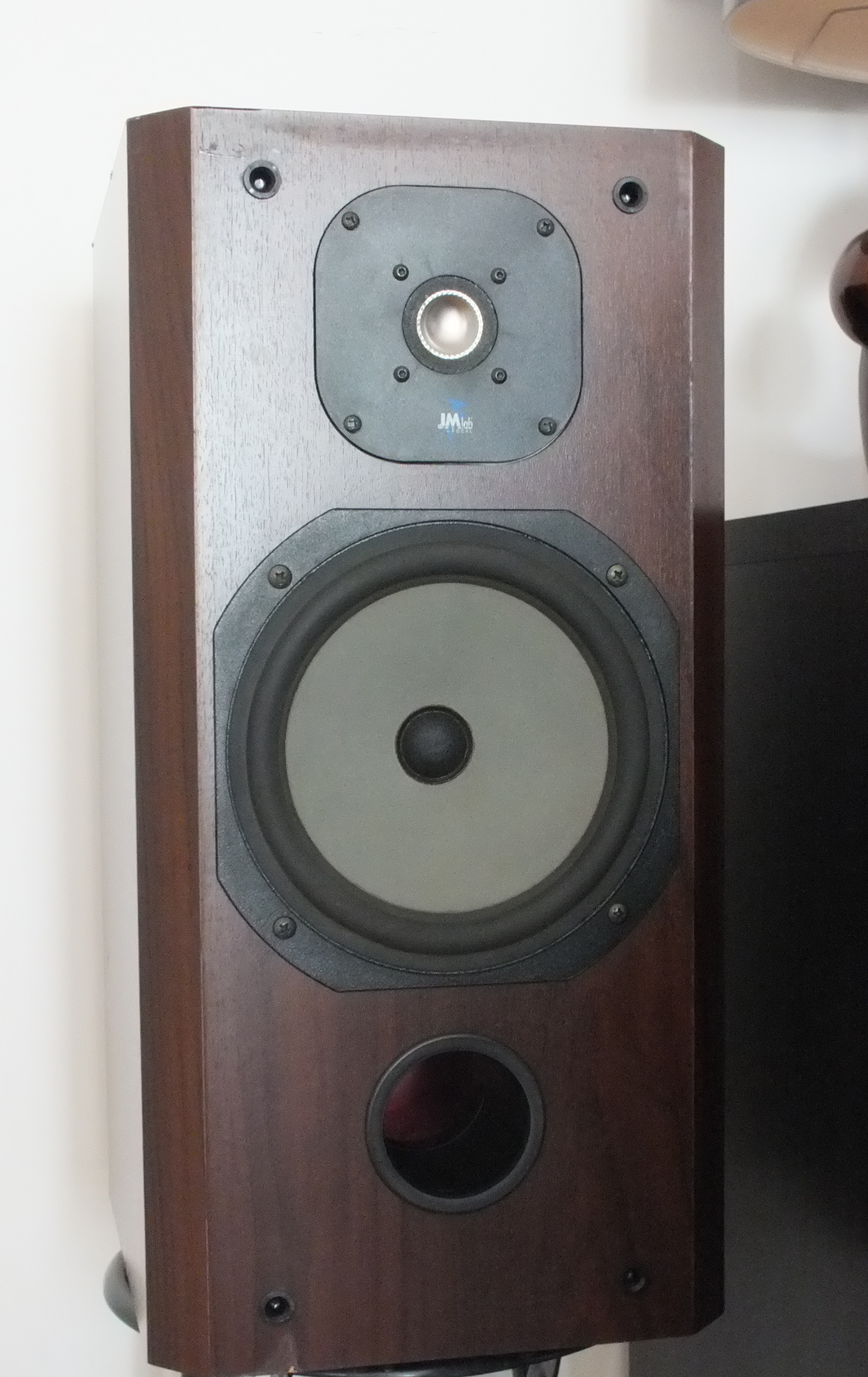
Focal Opal 19 Ti

Focal JMlab ist ein französisches Unternehmen, das seit 1980 Audiosysteme entwickelt und vertreibt. Der Hauptsitz des Unternehmens – mit einer Fläche von 17.450 Quadratmetern – befindet sich im französischen Saint-Étienne. Dort sind die Verwaltung, die Fertigung und die Entwicklung der Audiosysteme ansässig. Das Portfolio umfasst Hifi-Lautsprecher, Lautsprechersysteme für den Automobilbereich sowie Kopfhörer und professionelle Studiomonitore. Focal fertigt die Lautsprecherchassis selbst (teilweise in Bourbon-Lancy).
2019 wurde für Focal JMlab (zusammen mit Naim Audio) ein Umsatz von 110 Millionen Euro erwartet. Beide Unternehmen investieren jährlich zusammen etwa 9 Millionen Euro in die Entwicklung. Focal beschäftigt etwa 260 Personen in Frankreich. Die Firma verkauft weltweit in über 160 Länder, der Exportanteil beträgt über 70 %.

## Geschichte

### Die 1980er Jahre
Focal JMlab war ursprünglich ein Planungsbüro im Bereich Akustik und wurde Ende 1979 von Jacques Mahul in Paris gegründet. Mahul, Ingenieur und technischer Journalist mit einer großen Leidenschaft für die Hifi-Technik, fertigte seine ersten Lautsprechertreiber in einer kleinen Werkstatt in Saint-Étienne, die sich in der Firma für Feinmechanik seines Vaters befand. Gleichzeitig brachte Jacques Mahul eine eigene Lautsprecher-Serie unter dem Markennamen JMlab heraus. Sein erster Lautsprecher, der Kompaktlautsprecher DB13, hatte die Besonderheit, vor allem im Tieftonbereich ein Klangvolumen bieten zu können, das sonst nur größere Modelle erreichten. Zu Beginn verkaufte er sein Produkt vor allem an Bekannte, doch schon bald wurde der DB13 offiziell auf den Markt gebracht.
Im Laufe der 1980er Jahre etabliert das Unternehmen zwei Marken: Focal entwickelt Chassis und feiert Innovationen wie die „V“-Polyglass-Membran oder Polykevlar. JMlab konzentriert sich ihrerseits nach kleinen und mittelgroßen Lautsprechern nun auf hochwertige Modelle.

### 1990er Jahre
1990 trat Gérard Chrétien in das Unternehmen ein. Er war seit 1977 Chefredakteur der französischen Zeitschrift „L'Audiophile“ und Geschäftsführer sowie Marketingleiter von Focal-JMlab bis 2010. Indem die Marke ihre Produkte den Ansprüchen der Kunden anpasst, wird sie schließlich Marktführer auf dem französischen Lautsprecher-Markt. Ihr Umsatz stieg von neun Millionen Euro 1992 auf 26 Millionen Euro 2010.
Ebenfalls Anfang der 1990er Jahre begann das Unternehmen, seine Produkte im restlichen Europa zu verkaufen und nach Südostasien sowie Nordamerika zu exportieren. Ihre internationale Bekanntheit bekam die Marke auch durch zahlreiche Auszeichnungen. So wurde das Modell JMlab Vega in Japan zum „Lautsprecher des Jahres 1992“ gewählt; 1996 wurde die Grande Utopia von der internationalen Presse gefeiert.

### 2000er Jahre
Seit 2002 befindet sich die Fertigung in Saint-Etienne, wo heute rund drei Viertel der Produktion umgesetzt werden. Ziel ist es, alle Lautsprecher mit selbst hergestellten Chassis auszustatten.
2003 wurden die beiden Marken unter dem Namen Focal JMlab für den Home-Sektor zusammengeführt, bevor 2005 für alle Produkte der Markenname Focal übernommen wurde.
Ebenfalls 2003 nahm das Unternehmen seine Zusammenarbeit mit der Pariser Designagentur Pineau & Le Porcher auf. Das Ziel dieser Zusammenarbeit besteht darin, Klangqualität und Ästhetik zu vereinen und dadurch zum Markenzeichen zu werden; das Design der Serien Profile und Electra (2005), Chorus (2006), Utopia (2008) sowie Dôme 2009 war Ergebnis dieser Zusammenarbeit.
2007 erwarb das Unternehmen die Werkstätten der Design-Tischlerei „Guy HF“ im französischen Bourbon-Lancy in Saône-et-Loire.

### Ab 2010
2011 fusionierte Focal JMlab mit Naim Audio Limited, einer britischen Marke für Highend-Elektronik, die hauptsächlich Verstärker und Netzwerkplayer fertigt. Die daraus entstehende neue Holding Focal & Naim verwaltet beide Marken. Die Marken bleiben jedoch unabhängig, arbeiten nach ihrer eigenen Philosophie und fertigen ihre jeweiligen eigenen Produktreihen.
Focal profitiert von Naim dank deren Fachwissen im Bereich Elektronik, wodurch zahlreiche neue digitale Lösungen zur Hifi-Sound-Übertragung entstehen.
2011 präsentierte sich Focal in einem neuen Erscheinungsbild. 2012 errichtete das Unternehmen einen Showroom und ein neues Auditorium am Standort Saint-Étienne. 2013 präsentierten die beiden Unternehmen auf der Branchenmesse High End in München ihre Produkte zum ersten Mal gemeinsam.
2014 wurde Focal & Naim von seinem Führungsteam und von Naxicap Partners (Hauptaktionär; Naxicap ist der Private-Equity-Arm von Natixis), Aquasourca und Garibaldi Participations übernommen. Jacques Mahul bleibt dem Unternehmen als Vizepräsident von Focal JMlab erhalten. Im selben Jahr erhielt Focal vom französischen Staat die Auszeichnung „Entreprise du Patrimoine Vivant“, die das französische Ministerium für Wirtschaft, Finanzen und Industrie an französische Unternehmen verleiht, siehe Auszeichnungen. 2014 fusionierten Focal & Naim zur Vervent Audio Group, zusammen hatten sie Ende 2019 430 Mitarbeiter.

## Technologien
Das bei Focal JMlab regelmäßig laufende Forschungs- und Entwicklungsprogramm für Lautsprecherchassis-Technologie hat neue Konzepte ermöglicht; bis heute hat Focal etwa zehn Patente angemeldet.

### Invershochtöner (1981)
Der Invershochtöner wurde von Focal 1981 entworfen und entwickelt. Sein größter Vorteil liegt in seinem breiten Abstrahlverhalten und seiner hohen Dynamik; er ist in den meisten Lautsprecherboxen des Unternehmens zu finden und damit eine Art Markenzeichen für Focal.

### K2-Membran (1986)
1986 stellte das Unternehmen die Sandwich-Struktur aus Polykevlar vor. Die Poly-K-Membran besteht auf beiden Seiten aus zwei Schichten Aramidfaser sowie aus hohlen Glas-Mikrokügelchen, um Gewicht, Steifigkeit und Dämpfung in Einklang zu bringen.

### Polyglass-Membran (1988)
1988 präsentierte Focal die Polyglass-Technologie. Feine Mikroglaskügelchen werden hierbei auf der hinteren Seite einer Zellulosezellstoff-Membran aufgetragen. Aus dieser Verbindung von Glas und Papier entsteht ein sehr steifes, aber außergewöhnlich leichtes Material, das für eine ausgezeichnete Dämpfung sorgt. Die Polyglass-Membran bietet so eine sehr lineare Frequenzgangkurve und hohe Auflösung im Mitteltonbereich.

### „W“-Sandwich-Membran (1995)
1995 ergänzt Focal sein Sandwich-Konzept mit den W-Membranen: Hierbei werden zwei Schichten Glasfaser rund um eine Schaumstoffschicht aufgetragen. Im Gegensatz zu Membranen aus nur einem Material ermöglicht es die „W“-Sandwich-Membran, die Frequenzgangkurve zu optimieren, indem Gewicht, Steifigkeit und Dämpfung in Einklang gebracht werden.

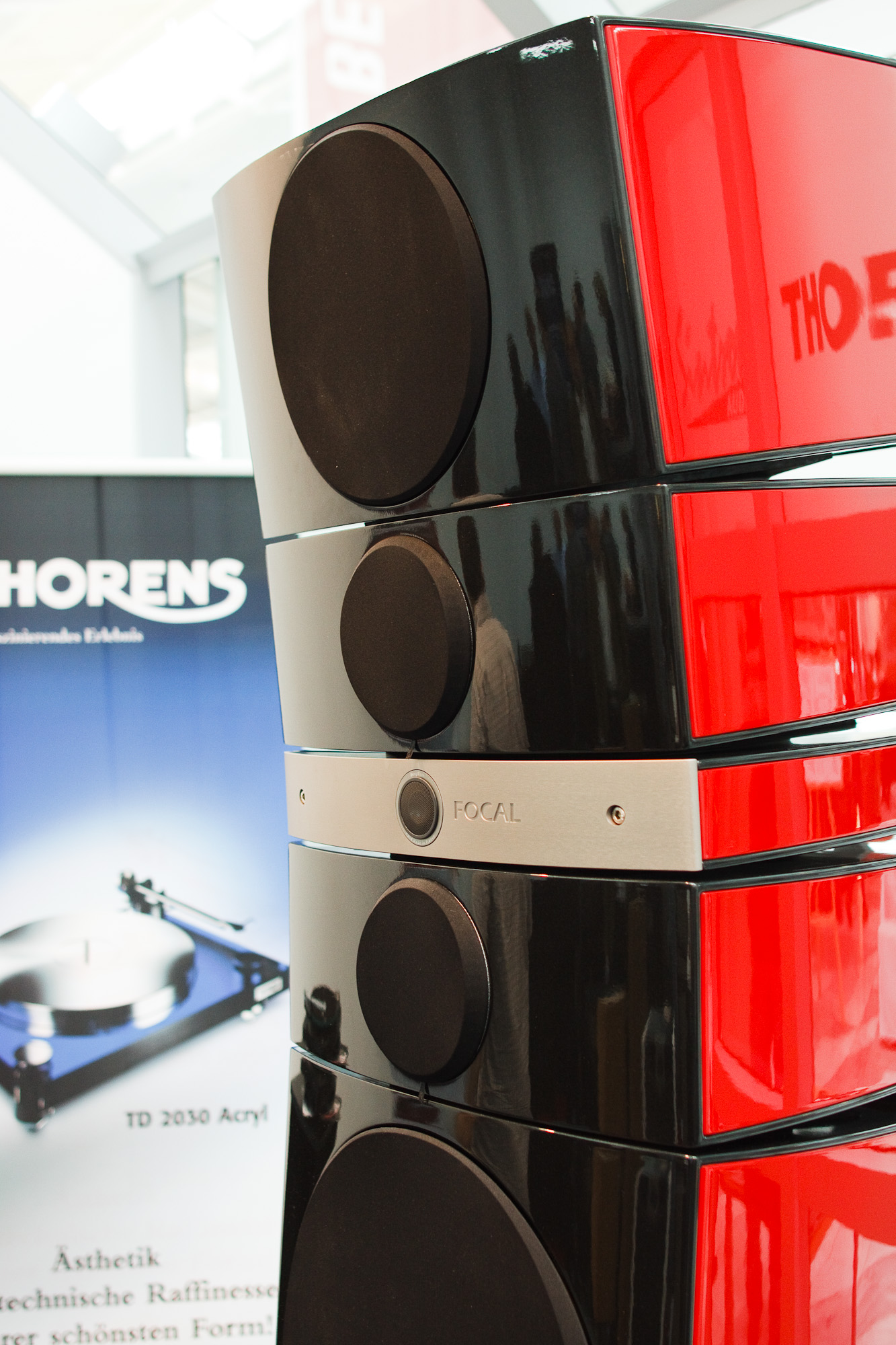
Grande Utopia, 2010,
überarbeitet auch 2023 im Programm

### Beryllium-Hochtöner (2002)
Focal stellte 2002 mit seinem Hochtöner aus reinem Beryllium eine Innovation vor. Dieses seltene Metall, das bei gleicher Masse deutlich steifer ist als Titan oder Aluminium, wird von Focal in vollkommen reiner Form verwendet. Beryllium ermöglicht es, einen leichteren und schnelleren Hochtöner mit besserer innerer Dämpfung umzusetzen. Als Inverskalotte wird der Frequenzgang auf mehr als 40 kHz erweitert und deckt eine Bandbreite von mehr als fünf Oktaven ab.  Einsatz in den Focal-Serien Utopia, Sopra, Electra und Kanta sowie den hochpreisigen Studiomonitoren SM9 und SM6.

### Al-Mg-Hochtöner (2007)
Dieser Hochtöner wurde von Focal JMlab 2007 vorgestellt. Der Einsatz von Aluminium optimiert die Dämpfung, während das Magnesium die Steifigkeit der Kalotte erhöht. Das Ergebnis ist ein Al-Mg-Hochtöner mit auf mehr als 28 kHz erweitertem Frequenzgang. Der Al-Mg-Hochtöner ist unter anderem in den Serien Chorus, Chora und Aria für den Home-Sektor sowie CMS für den Profi-Sektor zu finden.

### Flachs-Sandwich-Membran (2013)
18 Jahre nach der Vorstellung der „W“-Sandwich-Membran präsentierte Focal 2013 eine neue Focal-eigene Membran: die F-Membran („F“ für Flachs). Mit einer Schicht Flachsfasern zwischen zwei dünnen Schichten Glasfaser sind leichte, steife und dämpfende Membranen möglich. Durch die Sandwichbauweise lassen sich die Treiber für den benötigten Einsatzzweck (Mittelton, Tiefton oder Subwoofer) spezifisch konstruieren.

### Tuned Mass Damping (2015)
Zur Kontrolle der Resonanzfrequenz und zur Reduzierung der Mittelton-Verzerrungen wird auf die Aufhängung des Mitteltöners eine zusätzliche Masse aufgebracht. Dies bringt die Resonanzfrequenz der Aufhängung unter Kontrolle und beugt so einer Verformung der Konusmembran vor.

### Infinite-Horn-Loading-System (2015)
Hinter dem Beryllium-Hochtöner befindet sich eine kleine Kammer, die in ein zur Gehäuserückseite ausgerichtetes Horn mündet. Das Innere dieses Horns ist mit einem dämpfenden Material gefüllt. Die nach hinten abgestrahlten Schallwellen des Hochtöners werden nach und nach aufgenommen, wodurch Verzerrungen minimiert werden.

### „M“-Profil-Hochtöner mit Inverskalotte (2016)
Hochtöner der K2 Power-Serie, welche 2016 überarbeitet worden sind. Diese „M“-Form ermöglicht es, den Frequenzbereich zu erweitern, sowie eine sanftere Diffusion und detailreichere Höhen zu erreichen.

### „M“-Profil-Membran (2018)
Utopia M Lautsprecher (2018 erschienen) weisen eine „M“-förmige Membran auf und vereinen Stabilität, innere Dämpfung, Leichtigkeit für einen lineareren Frequenzbereich, reduzieren harmonische Verzerrung und bieten ein besseres Abstrahlverhalten. Außerdem ermöglicht die Technologie eine flachere Bauweise, welche im Car-HiFi-Bereich von Vorteil ist.

### Slatefiber-Membran (2019)
Die Slatefiber-Membran wurde für die Chora-Serie entwickelt und besteht aus recycelten linear angeordneten Kohlenstofffasern und thermoplastischem Polymer. Der Name kommt vom Schiefereffekt, englisch „slate effect“. So wie die höherpreisigen Flachs- und „W“-Membranen werden auch die Slatefiber-Membranen von Focal in Frankreich hergestellt.

## Produkte

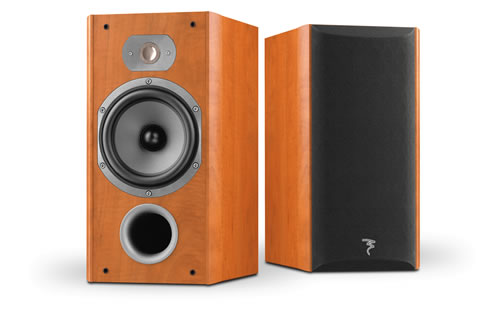
Lautsprecher von Focal JMlab

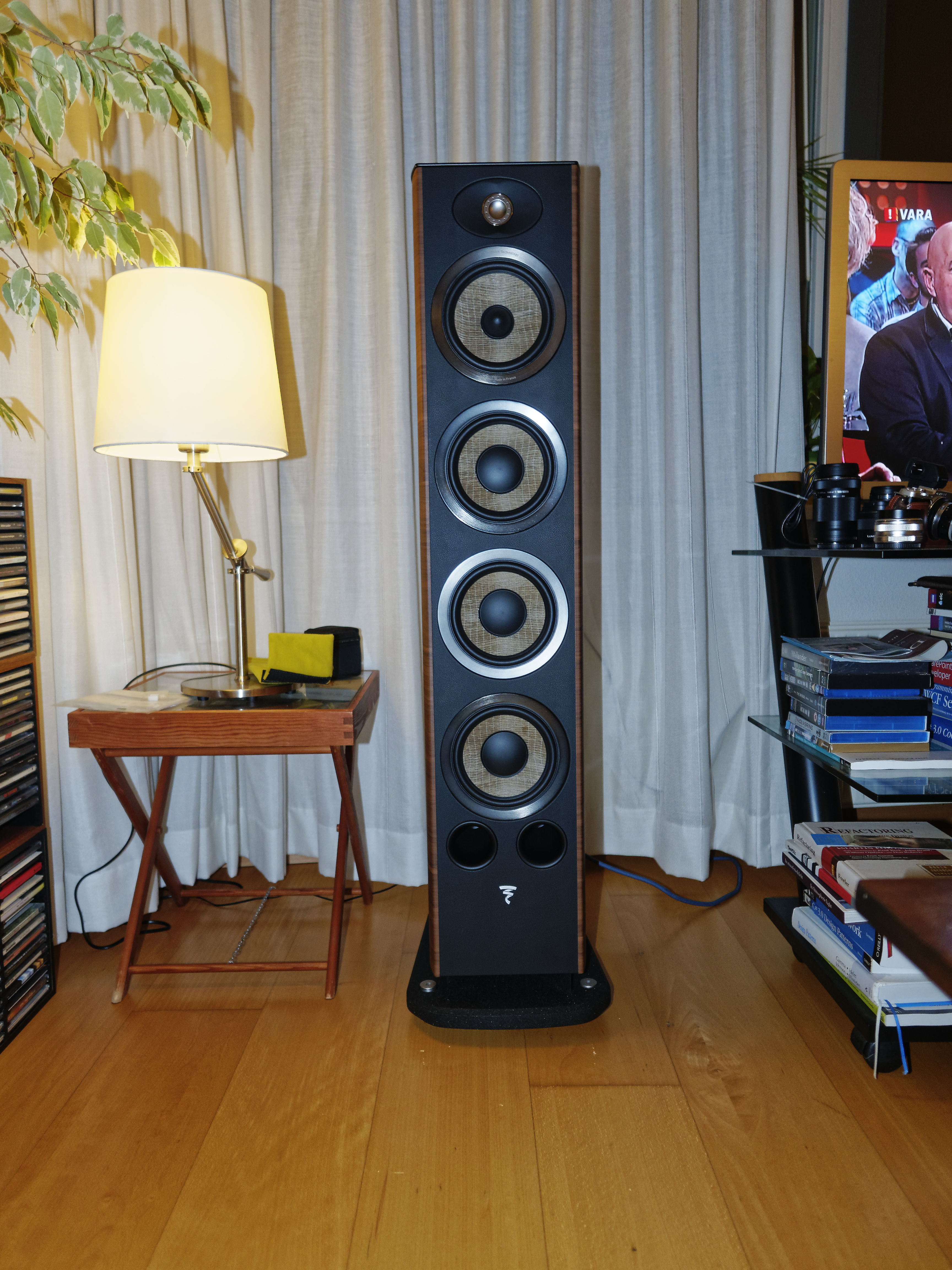
Focal Aria 936 mit Glasfaser-Flachs-Mittel- und Tieftönern, 2015

Die Produktpalette von Focal JMlab umfasst fünf Bereiche: Home (Home Entertainment), Car (Automobilbereich), Pro (professionelle Aufnahmestudios), Kopfhörer und schließlich Integration (Beschallungssysteme).
Der Home-Bereich macht 59 % des Umsatzes aus und wird in zwei Unterbereiche unterteilt:
- Classic Collection: Alle Lautsprecher dieser Collection werden in Frankreich entworfen, entwickelt und gefertigt und vereinen Focal-Innovationen wie den Invershochtöner sowie die „W“- und „F“-Sandwich-Membranen. Die Collection umfasst die Serien Utopia, Sopra, Electra, Aria, Chorus und Chora.

Der Grande Utopia ist das Vorzeigeprodukt dieser Collection. Die erste Generation der Grande Utopia kam 1995 auf den Markt und enthielt das gesamte seit der Unternehmensgründung gesammelte Know-how von Focal. Die zweite Generation erschien 2002 und präsentierte die Hochtönermembran aus reinem Beryllium, wofür sie im darauffolgenden Jahr den „Golden Sound“ in Japan verliehen bekam. Die dritte Generation wurde 2008 vorgestellt und nutzt weitere Focal-Technologien. Dank des Designs von Pineau & Le Porcher unterscheidet sich die Grande Utopia EM auch durch ihr besonderes Erscheinungsbild: ca. 260 kg auf mehr als zwei Metern Höhe. Auf Anfrage ist eine individuelle Anpassung der Gehäuse in der Design-Tischlerei in Bourbon-Lancy möglich, die sich um die entsprechende Fertigung und Optik kümmert.
Ende der 1980er Jahre entstand der Bereich Car Audio, über den die ersten „audiomobilen“ Produkte verkauft werden. 2010 wird der Car-Audio-Bereich in drei neue Serien unterteilt und macht seitdem 30 % des Umsatzes aus.
- Elite: Dies ist die Premium-Serie der Car-Audio-Sparte von Focal. Die Utopia-Be- und K2-Power-Kits werden in Frankreich hergestellt und ermöglichen maßgeschneiderte Lösungen. 2014 brachte Focal das Ultima-Kit heraus. Hierbei handelt es sich um ein sehr hochwertiges handgefertigtes Kit, das alle Focal-Technologien aus der Grande Utopia EM und dem Studiomonitor SM927 vereint.
- Performance: Diese Serie nutzt Innovationen aus den Linien Expert, Access und Auditor und bietet ebenfalls die Möglichkeit maßgeschneiderter Lösungen.
- Integration: Die Produkte dieser Serie können einfach und schnell angeschlossen bzw. integriert werden, insbesondere die „Plug and Play“-Kits, die die in bestimmten Fahrzeugen verbaute Systeme aufwerten sollen (BMW, Peugeot 207, Golf 6, Renault und Toyota).

- New Media Collection: Seit 2008 und dem Erscheinen der Dôme-Lautsprecherserie im Miniaturformat, die seit 2014 auch mit Flachsmembran verfügbar ist, passt Focal mit Kompaktlautsprechern, „Plug and Play“, Multimedia und neuer kabelloser Technik sein Know-how der neuen Art von Musikkonsum an. 2013 brachte Focal eine neue Heimkinoserie heraus. Seit Mai 2014 ist Focal mit Dimension auch auf dem Soundbar-Markt zu finden: die Dimension ist eine Mehrkanal-Soundbar, die zusammen mit ihrem Subwoofer als Soundplate für Flachbildschirme genutzt werden kann.

- Pro:  Die Studiomonitor-Sparte unter dem Namen Focal Professional wurde 2002 ins Leben gerufen.[5] Der Bereich besteht aus vier Serien (SM9, SM6, CMS und Alpha), zu denen auch der Kopfhörer Spirit Professional zählt, der speziell für den Studioeinsatz entworfen wurde. Die Pro-Reihe macht nun 11 % des Umsatzes aus.

Seit 2007 bietet Focal für die Beschallung von öffentlichen und privaten Einrichtungen auch Lautsprecher für den Wand- und Deckeneinbau an. Seit 2018 werden mit der Serien 100 und 300 auch Beschallungssysteme für den Außenbereich hergestellt.

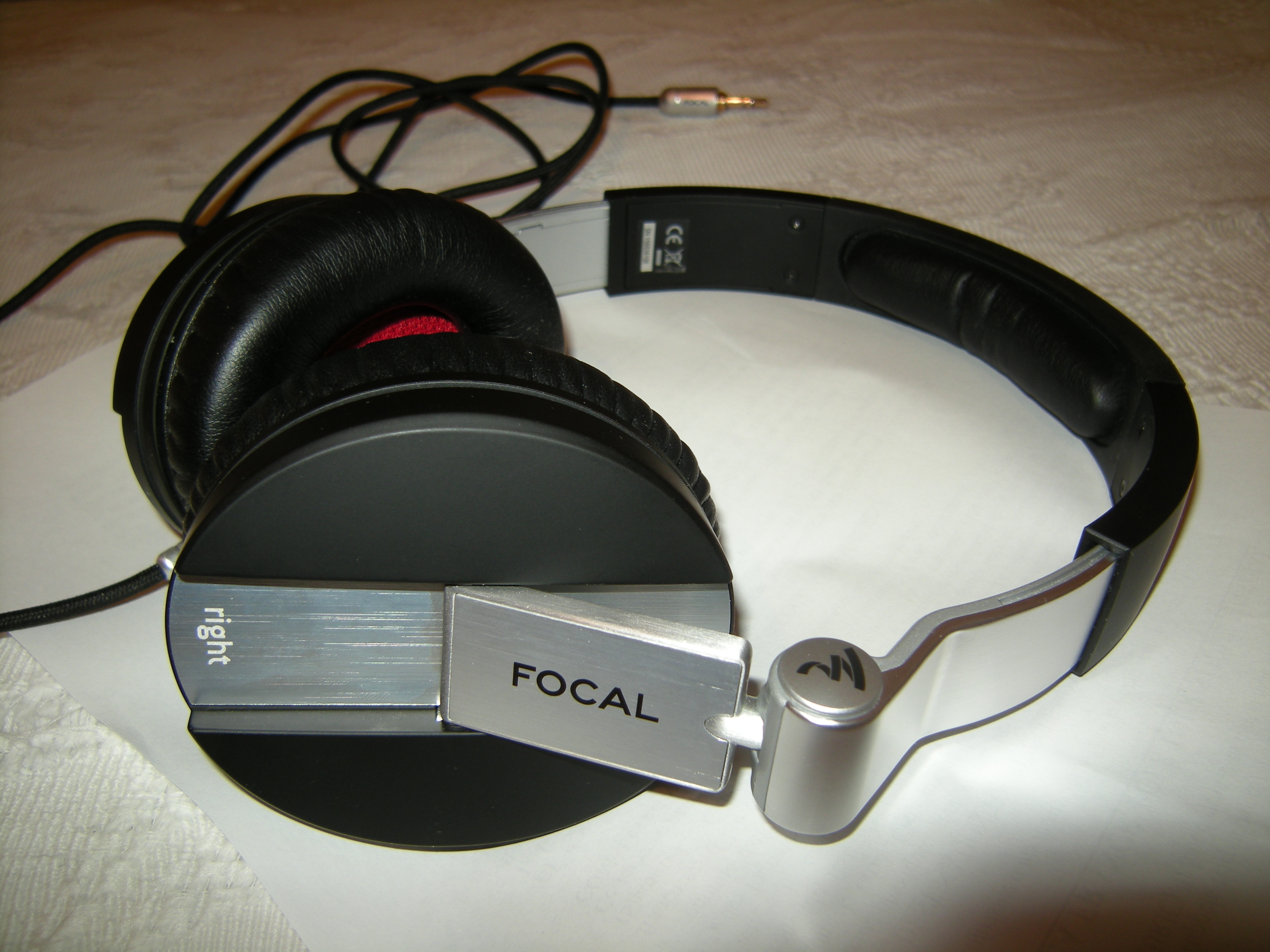
Focal Spirit One

2012 erweiterte Focal sein Angebot schließlich mit seinem ersten mobilen Kopfhörer, dem Spirit One, der zwei Jahre später vom Spirit One S ersetzt wurde. Diese Reihe ergänzen seit 2013 die Kopfhörer Spirit Professional sowie Spirit Classic für zuhause. 2015 brachte Focal seinen ersten In-Ear-Kopfhörer Sphear auf den Markt, 2016 die ersten, vollständig im eigenen Werk gefertigten Highend-Kopfhörer Elear und Utopia. 2017 wurde die Kollektion mit dem Highend-Kopfhörer Clear vollendet.
2017 wurde eine komplette Serie mit kabelgebundenen und kabellosen Kopfhörern vorgestellt: Listen, Listen Wireless, Spark, Spark Wireless und Sphear S.
2018 stellte Focal die ersten Made in France high-end closed-back Kopfhörer (Elegia, Stellia) vor, und bietet seitdem auch einen DAC und Verstärker für Kopfhörer namens Arche an.
2022 stellte Focal zum ersten Mal drahtlose Kopfhörer mit Active Noise Cancelling (ANC) vor, der Name Bathys wurde bathyscaphe entlehnt, dem ersten U-Boot-Erkundungsfahrzeug.

## Zahlen
Focal & Naim erzielten 2012 einen Umsatz von 62 Millionen Euro. Das Unternehmen hatte derzeit 330 Angestellte (200 bei Focal), 2019 waren es 430.
Der Umsatz pro Kontinent teilte sich 2012 wie folgt auf:
- Europa: 57 %
- Amerika: 20 %
- Mittlere Osten und Afrika: 2,5 %
- Asien/Ozeanien: 20,5 %

## Auszeichnungen
- 2014 erhielt Focal vom französischen Staat die Auszeichnung „Entreprise du Patrimoine Vivant“, ein Qualitätslabel des Ministeriums für Wirtschaft, Finanzen und Industrie für Unternehmen, die über außergewöhnliches Know-how in Handwerk und Industrie verfügen[22]